# Johnny Peebucks
Johnny Peebucks, pseudonimo di John Albert Bonnel (7 agosto 1967), è un cantante statunitense.
È il cantante, paroliere e membro fondatore del gruppo musicale punk $wingin' Utter$.
Nel 2000 fondò, insieme a Darius Koski, chitarrista degli Utters, i Filthy Thievin' Bastards ai quali si aggiunse in seguito anche il bassista Spike Slawson.
Il suo soprannome, peebucks, da pee (urina) + buck (modo slang per indicare il dollaro) deriva da un incidente occorsogli ad un party: Johnny era diventato talmente ubriaco da non controllare più la sua vescica urinaria. Poco dopo è andato a comprare da mangiare ad un Taco Bell, dove ha pagato con dollari bagnati. Dopo che il cassiere gli ha chiesto se era andato in piscina, lui rispose che si era pisciato addosso da qui peebuck.

## Discografia

### Album in studio
| Data | Titolo                                      | Etichetta        | Gruppo                   |
| 1992 | Scared                                      | Side One Records | $wingin' Utter$          |
| 1995 | The Streets of San Francisco                | Side One Records | $wingin' Utter$          |
| 1996 | More Scared: The House of Faith Years       | Side One Records | $wingin' Utter$          |
| 1997 | A Juvenile Product of the Working Class     | Fat Wreck Chords | $wingin' Utter$          |
| 1998 | Five Lessons Learned                        | Fat Wreck Chords | $wingin' Utter$          |
| 2000 | $wingin' Utter$                             | Fat Wreck Chords | $wingin' Utter$          |
| 2001 | A Melody of Retreads and Broken Quills      | BYO Records      | Filthy Thievin' Bastards |
| 2003 | Dead Flowers, Bottles, Bluegrass, and Bones | Fat Wreck Chords | $wingin' Utter$          |
| 2004 | Live in a Dive: $wingin' Utter$             | Fat Wreck Chords | $wingin' Utter$          |
| 2005 | My Pappy Was a Pistol                       | BYO Records      | Filthy Thievin' Bastards |
| 2007 | I'm a Son of a Gun                          | BYO Records      | Filthy Thievin' Bastards |